# Elezioni comunali nel Lazio del 1999
Le elezioni comunali nel Lazio del 1999 si tennero il 13 giugno (con ballottaggio il 27 giugno). 

## Roma

### Frascati
| Candidati e Liste            | Voti   | %     | Seggi |
| ---------------------------- | ------ | ----- | ----- |
| Francesco Paolo Posa         | 4.042  | 30,65 | -     |
| Lista Civica                 | 1.416  | 12,21 | 5     |
| Partito Popolare Italiano    | 1.101  | 9,50  | 4     |
| I Democratici                | 895    | 7,72  | 3     |
| Angelo Chiolle               | 4.431  | 33,60 | 1     |
| Forza Italia                 | 1.832  | 15,80 | 2     |
| Alleanza Nazionale           | 1.526  | 13,16 | 1     |
| Centro Cristiano Democratico | 499    | 4,30  | -     |
| Polo per Frascati            | 306    | 2,64  | -     |
| Enrico Molinari              | 4.009  | 30,40 | 1     |
| Democratici di Sinistra      | 1.941  | 16,74 | 2     |
| Partecipazione e Solidarietà | 827    | 7,13  | 1     |
| Federazione dei Verdi        | 379    | 3,27  | -     |
| Comunisti Italiani           | 198    | 1,71  | -     |
| Sergio Sbaraglia             | 495    | 3,75  | -     |
| Lista Civica                 | 474    | 4,09  | -     |
| Francesco Proietti Timperi   | 209    | 1,59  | -     |
| Rifondazione Comunista       | 201    | 1,73  | -     |
| Totale alle liste            | 11.595 | 100   | 18    |
| TOTALE                       | 13.186 | 100   | 20    |

### Monterotondo
| Candidati e Liste               | Voti   | %     | Seggi |
| ------------------------------- | ------ | ----- | ----- |
| Antonino Lupi                   | 11.937 | 61,70 | -     |
| Democratici di Sinistra         | 4.664  | 26,15 | 9     |
| Rifondazione Comunista          | 1.942  | 10,89 | 4     |
| Socialisti Democratici Italiani | 1.354  | 7,59  | 2     |
| I Democratici                   | 1.343  | 7,53  | 2     |
| Partito Popolare Italiano       | 863    | 4,84  | 1     |
| Comunisti Italiani              | 541    | 3,03  | 1     |
| Federazione dei Verdi           | 281    | 1,58  | -     |
| Roberto Buonasorte              | 7.410  | 38,30 | 1     |
| Alleanza Nazionale              | 4.094  | 22,95 | 6     |
| Forza Italia                    | 2.135  | 11,97 | 3     |
| Centro Cristiano Democratico    | 620    | 3,48  | 1     |
| Totale alle liste               | 17.837 | 100   | 29    |
| TOTALE                          | 19.347 | 100   | 30    |

### Palestrina
| Candidati e Liste                         | Voti   | %     | Seggi |
| ----------------------------------------- | ------ | ----- | ----- |
| Enrico Diacetti                           | 7.139  | 62,82 | -     |
| Partito Popolare Italiano                 | 2.399  | 22,23 | 5     |
| Lista Civica                              | 1.970  | 18,26 | 4     |
| Democratici di Sinistra                   | 1.767  | 16,38 | 3     |
| Socialisti Democratici Italiani           | 645    | 5,98  | 1     |
| Lista Civica                              | 627    | 5,81  | 1     |
| Leopoldo Facciotti                        | 3.231  | 28,43 | 1     |
| Alleanza Nazionale                        | 1.922  | 17,81 | 3     |
| Forza Italia-Centro Cristiano Democratico | 664    | 6,15  | 1     |
| Onofrio Di Cola                           | 704    | 6,20  | 1     |
| Comunisti Italiani                        | 531    | 4,92  | -     |
| Erminio Soldati                           | 290    | 2,55  | -     |
| Rifondazione Comunista                    | 265    | 2,46  | -     |
| Totale alle liste                         | 10.790 | 100   | 18    |
| TOTALE                                    | 11.364 | 100   | 20    |

### Tivoli
| Candidati e Liste                   | Voti   | %     | Seggi |
| ----------------------------------- | ------ | ----- | ----- |
| Marco Vincenzi                      | 9.891  | 31,41 | -     |
| Democratici di Sinistra             | 5.564  | 18,79 | 12    |
| Rifondazione Comunista              | 958    | 3,24  | 2     |
| Comunisti Italiani                  | 729    | 2,46  | 1     |
| Socialisti Democratici Italiani     | 721    | 2,44  | 1     |
| Rinnovamento Italiano               | 650    | 2,20  | 1     |
| Federazione dei Verdi               | 449    | 1,52  | 1     |
| Michele Poerio                      | 11.218 | 35,62 | 1     |
| Alleanza Nazionale                  | 5.387  | 18,20 | 4     |
| Forza Italia                        | 3.592  | 12,13 | 2     |
| Centro Cristiano Democratico        | 1.194  | 4,03  | -     |
| Patto Segni                         | 736    | 2,49  | -     |
| Piero Ambrosi                       | 9.363  | 29,73 | 1     |
| Partito Popolare Italiano           | 4.311  | 14,56 | 3     |
| Unione Democratica Laico Socialista | 1.865  | 6,30  | 1     |
| Centro                              | 1.334  | 4,51  | -     |
| Partito Socialista                  | 727    | 2,46  | -     |
| Lista Civica                        | 542    | 1,83  | -     |
| Mauro Urbani                        | 751    | 2,38  | -     |
| Movimento Sociale Fiamma Tricolore  | 650    | 2,20  | -     |
| Sandro Mammi                        | 268    | 0,85  | -     |
| Fronte Nazionale                    | 198    | 0,67  | -     |
| Totale alle liste                   | 29.607 | 100   | 28    |
| TOTALE                              | 31.491 | 100   | 30    |

### Velletri
| Candidati e Liste                        | Voti   | %      | Seggi |
| ---------------------------------------- | ------ | ------ | ----- |
| Bruno Cesaroni                           | 13.217 | 45,06  | -     |
| Forza Italia                             | 4.490  | 16,86  | 7     |
| Alleanza Nazionale                       | 4.333  | 16,27  | 7     |
| Centro Cristiano Democratico             | 1.434  | 5,38   | 2     |
| Rinascita Veliterna                      | 1.158  | 4,35   | 2     |
| Luigi Costanzi                           | 10.513 | 35,84  | 1     |
| Democratici di Sinistra                  | 6.313  | 23,71  | 7     |
| Partito Popolare Italiano                | 1.471  | 5,52   | 1     |
| Rinnovamento Italiano                    | 885    | 3,32   | -     |
| Partito Repubblicano Italiano            | 693    | 2,60   | -     |
| Comunisti Italiani                       | 605    | 2,27   | -     |
| Salvatore Ladaga                         | 3.281  | 11,19  | 1     |
| Partito Socialista                       | 2.067  | 7,76   | 1     |
| I Liberal Sgarbi-Altri                   | 1.042  | 3,91   | 1     |
| Roberta Biaggi                           | 715    | 2,44   | -     |
| Rifondazione Comunista                   | 664    | 2,49   | -     |
| Nando Mastrostefano                      | 649    | 2,21   | -     |
| Alleanza per Velletri                    | 647    | 2,21   | -     |
| Silvio Cremonini                         | 528    | 1,80   | -     |
| Lista Civica                             | 472    | 1,77   | -     |
| Alberto Berti                            | 429    | 1,46   | -     |
| Movimento Sociale Fiamma Tricolore-Altri | 357    | 1,34   | -     |
| Totale alle liste                        | 26.631 | 100,00 | 28    |
| TOTALE                                   | 29.332 | 100,00 | 30    |

## Frosinone

### Veroli
| Candidati e Liste               | Voti   | %     | Seggi |
| ------------------------------- | ------ | ----- | ----- |
| Danilo Campanari                | 7.458  | 58,16 | -     |
| Democratici di Sinistra         | 2.649  | 22,41 | 5     |
| Uniti per Veroli                | 1.386  | 11,73 | 3     |
| Socialisti Democratici Italiani | 1.245  | 10,53 | 2     |
| Partito Popolare Italiano       | 896    | 7,58  | 1     |
| Rifondazione Comunista          | 683    | 5,78  | 1     |
| Comunisti Italiani              | 344    | 2,91  | -     |
| Massimo Uccioli                 | 5.366  | 41,84 | 1     |
| Forza Italia                    | 2.728  | 23,08 | 4     |
| Alleanza Nazionale              | 1.888  | 15,97 | 3     |
| Totale alle liste               | 11.819 | 100   | 19    |
| TOTALE                          | 12.824 | 100   | 20    |

## Latina

### Aprilia
| Candidati e Liste               | Voti   | %     | Seggi |
| ------------------------------- | ------ | ----- | ----- |
| Gianni Cosmi                    | 15.752 | 46,85 | -     |
| Democratici di Sinistra         | 4.669  | 15,04 | 6     |
| Partito Popolare Italiano       | 4.091  | 13,18 | 6     |
| Rinnovamento Italiano           | 3.375  | 10,87 | 4     |
| Progetto per Aprilia            | 1.363  | 4,39  | 3     |
| Rifondazione Comunista          | 983    | 3,17  | 1     |
| I Democratici                   | 494    | 1,59  | -     |
| Giuseppe Siragusa               | 11.179 | 33,25 | 1     |
| Forza Italia                    | 4.846  | 15,61 | 4     |
| Alleanza Nazionale              | 3.980  | 12,82 | 3     |
| Centro Cristiano Democratico    | 2.118  | 6,82  | 1     |
| Luigi Meddi                     | 6.220  | 18,50 | 1     |
| Forum                           | 2.313  | 7,45  | 1     |
| Socialisti Democratici Italiani | 1.247  | 4,02  | 1     |
| Federazione dei Verdi           | 1.198  | 3,86  | -     |
| Alessio Brignone                | 470    | 1,40  | -     |
| Fronte Nazionale                | 370    | 1,19  | -     |
| Totale alle liste               | 31.047 | 100   | 28    |
| TOTALE                          | 33.621 | 100   | 30    |

### Cisterna di Latina
| Candidati e Liste                                        | Voti   | %     | Seggi |
| -------------------------------------------------------- | ------ | ----- | ----- |
| Mauro Carturan                                           | 7.993  | 42,35 | -     |
| Partito Popolare Italiano                                | 2.809  | 16,30 | 7     |
| I Democratici                                            | 1.818  | 10,55 | 5     |
| Unione Democratici per l'Europa                          | 897    | 5,21  | 2     |
| Rinnovamento Italiano                                    | 861    | 5,00  | 2     |
| Cattolici Socialisti Democratici Ecologisti per Cisterna | 761    | 4,42  | 2     |
| Comunisti Italiani                                       | 164    | 0,95  | -     |
| Umberto Salvatori                                        | 5.473  | 29,00 | 1     |
| Forza Italia                                             | 3.516  | 20,40 | 4     |
| Centro Cristiano Democratico                             | 1.001  | 5,81  | 1     |
| Alleanza Nazionale                                       | 821    | 4,76  | 1     |
| Bruno Villanova                                          | 4.758  | 25,21 | 1     |
| Democratici di Sinistra                                  | 2.124  | 12,33 | 2     |
| Federazione dei Verdi-Altri                              | 1.047  | 6,08  | 1     |
| Rifondazione Comunista                                   | 839    | 4,87  | 1     |
| Quinto Mariani                                           | 651    | 3,45  | -     |
| Corrente Nuova                                           | 379    | 2,20  | -     |
| I Liberal Sgarbi                                         | 195    | 1,13  | -     |
| Totale alle liste                                        | 17.232 | 100   | 28    |
| TOTALE                                                   | 18.875 | 100   | 30    |

## Viterbo

### Viterbo
| Candidati e Liste                    | Voti   | %     | Seggi |
| ------------------------------------ | ------ | ----- | ----- |
| Giancarlo Gabbianelli                | 20.893 | 53,10 | -     |
| Alleanza Nazionale                   | 9.251  | 24,75 | 11    |
| Forza Italia                         | 8.013  | 21,43 | 10    |
| Centro Cristiano Democratico         | 1.726  | 4,62  | 2     |
| Cristiani Democratici per la Libertà | 946    | 2,53  | 1     |
| Francesco Maria Cordelli             | 11.877 | 30,19 | 1     |
| Partito Popolare Italiano            | 5.121  | 13,70 | 6     |
| Democratici di Sinistra              | 4.198  | 11,23 | 5     |
| Rinnovamento Italiano                | 1.315  | 3,52  | 1     |
| Partito dei Comunisti Italiani       | 434    | 1,16  | -     |
| Federazione dei Verdi                | 362    | 0,97  | -     |
| Emilio Emiliani                      | 1.816  | 4,62  | 1     |
| Partito della Rifondazione Comunista | 1.427  | 3,82  | -     |
| Rita Sementilli De Luca              | 1.475  | 3,75  | 1     |
| Unione Democratici per l'Europa      | 992    | 2,65  | -     |
| Partito Socialista-I Liberal Sgarbi  | 381    | 1,02  | -     |
| Antonella Bruni                      | 1.402  | 3,56  | 1     |
| I Democratici                        | 1.297  | 3,47  | -     |
| Italo Leonello Arieti                | 777    | 1,97  | -     |
| Socialisti Democratici Italiani      | 890    | 2,38  | -     |
| Enrico Monteverdi                    | 406    | 1,03  | -     |
| Movimento Sociale Fiamma Tricolore   | 386    | 1,03  | -     |
| Agostino Grattarola                  | 371    | 0,94  | -     |
| Partito Repubblicano Italiano        | 338    | 0,90  | -     |
| Giuseppe Occhini                     | 330    | 0,84  | -     |
| Fronte Nazionale                     | 307    | 0,82  | -     |
| Totale alle liste                    | 37.384 | 100   | 36    |
| TOTALE                               | 39.347 | 100   | 40    |

### Civita Castellana
| Candidati e Liste                                            | Voti  | %     | Seggi |
| ------------------------------------------------------------ | ----- | ----- | ----- |
| Massimo Giampieri                                            | 3.460 | 35,00 | -     |
| Forza Italia-Centro Cristiano Democratico-Alleanza Nazionale | 3.321 | 34,83 | 12    |
| Maurizio Testarelli                                          | 4.018 | 40,64 | 1     |
| Democratici di Sinistra                                      | 2.946 | 30,89 | 5     |
| Partito Popolare Italiano                                    | 353   | 3,70  | -     |
| Sinistra                                                     | 292   | 3,06  | -     |
| Socialisti Democratici Italiani                              | 251   | 2,63  | -     |
| Partito dei Comunisti Italiani                               | 139   | 1,46  | -     |
| Federazione dei Verdi                                        | 347   | 3,31  | 1     |
| Danilo Corazza                                               | 1.813 | 18,34 | 1     |
| Rifondazione Comunista                                       | 1.664 | 17,45 | 1     |
| Roberto Di Giovenale                                         | 329   | 3,33  | -     |
| Lista civica di centro-destra                                | 320   | 3,36  | -     |
| Massimo Cirioni                                              | 266   | 2,69  | -     |
| Fronte Nazionale                                             | 250   | 2,62  | -     |
| Totale alle liste                                            | 9.536 | 100   | 18    |
| TOTALE                                                       | 9.886 | 100   | 20    |